# 中途 (阿拉巴马州)
中途（英文：Midway），是美国阿拉巴马州下属的一座城市。面积约为3.31平方英里（约合8.57平方公里）。根据2010年美国人口普查，该市有人口499人，人口密度为150.8/平方英里（约合58.23/平方公里）。